# 原川の落し石

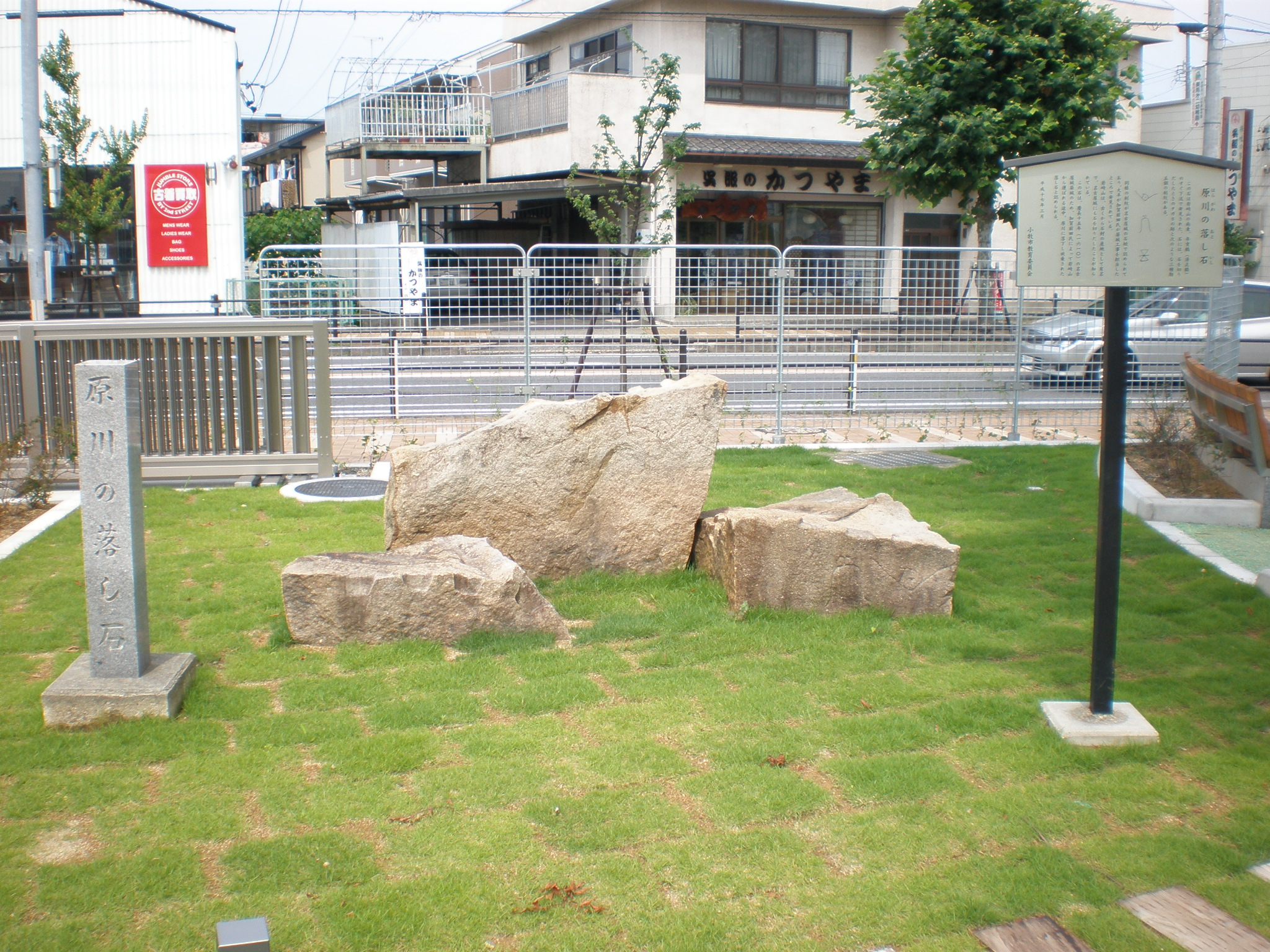
原川の落し石

原川の落し石（はらがわのおとしいし）は、愛知県小牧市を流れる原川で見つかった3つの石。1982年、原川にかかっていた年貢橋近くで発見される。石には3種類の刻文が刻まれており、その刻文が名古屋城の石垣工事で加賀藩の前田氏が用いていたものに酷似している事から、同工事の際に用いられる予定だった石が岩崎山からの運搬途中に川に落ちそのまま放置されたものと考えられている。現在は同市中部にある小牧市市民会館・公民館の駐車場に展示されている。

## 歴史
- 1982年 - 発見される

## 所在地
愛知県小牧市小牧2丁目107番地 小牧市市民会館・公民館